# 아라카와유엔치마에 정류장
아라카와유엔치마에 정류장(일본어: 荒川遊園地前停留場)은 일본 도쿄도 아라카와구 니시오구에 있는 도쿄 도 교통국 도덴 아라카와 선의 정류장이다.
본 정류장의 명칭은 "아라카와 유원지 앞"이지만, 가까운 유원지의 명칭은 "아라카와 유원", 가장 가까운 신호의 명칭은 "아라카와 유원지 앞", 아라카와 유원 근처의 스미다강에 있는 수상 버스 도쿄 미즈베 라인의 승선장은 "아라카와 유원지 발착장."이다.

## 정류장 구조
상대식 승강장 2면 2선의 지상 정류장이다.

## 정류장 주변
- 아라카와 유원
- 스미다강
- 아라카와 유원지 착륙장(도쿄 미즈베 라인)
- 아라카와 유원 스포츠 하우스
- 후나카타 신사 - 스미다 강변 아라카와 유원의 왼쪽 옆에 있다. 단, 주소는 기타 구 호리후네가 된다.
- JR 동일본 오쿠역(우쓰노미야 선・다카사키 선・우에노 도쿄 라인)
- 유원지대로 상흥회

## 역사
- 1913년 4월 1일: 영업 개시.

## 인접 정류장
| 도쿄 도 교통국 ■ 도덴 아라카와 선 | 도쿄 도 교통국 ■ 도덴 아라카와 선 | 도쿄 도 교통국 ■ 도덴 아라카와 선 |
| --------------------------------- | --------------------------------- | --------------------------------- |
| 아라카와샤코마에 와세다 방면      |                                   | 오다이 미노와바시 방면            |